# 23 (mixtape de Central Cee)
23 és el segon mixtape llançat de manera independent pel raper britànic Central Cee el 25 de febrer de 2022. Abans d'això, es van llançar els senzills "Obsessed with You", "Retail Therapy", "Cold Shoulder" i "Khabib". Va debutar al número 1 de la llista d'àlbums del Regne Unit el 4 de març de 2022. Aquestes inclouen aparicions especials del seu germà petit, conegut com Lil Bro, així com de Rondodasosa, Baby Gang, A2anti, Habiteu, Beny Jr, Ashe 22 i Freeze Corleone, tots amb un tema "Eurovisió".

## Recepció de la crítica
PJ Somervelle de The Line of Best Fit va qualificar el «tema i l'enfocament del mixtape […] en gran manera consistents amb Wild West», i ho va resumir com a «ràpides ràfegues de pistes, moltes de les quals duren només un parell de minuts [...], és clar que aquesta és música ràpida per a la generació TikTok/streaming». Alexis Petridis de The Guardian va elogiar el «flux poderós» de Central Cee i la seva capacitat per a «canviar una frase», així com «el bo que és en el negoci de fer discos, no sols escriure» amb «idees musicals realment fortes en exhibició». Al rear l'àlbum per al Evening Standard, David Smyth va descobrir que el mixtape tenia el «baix tèrbol i retumbante de la música de drill», però que les «lletres nítides i rítmiques de Central Cee tenen menys argot que els estàndards del gènere i és més probable que presumir d'una vida sexual vibrant que d'un passat violent».

## Llistat de cançons
| 1.  | «Khabib»                                                                                            | 3:18 |
| 2.  | «Straight Back to It»                                                                               | 3:16 |
| 3.  | «Ungrateful»                                                                                        | 2:53 |
| 4.  | «Bunda»                                                                                             | 1:51 |
| 5.  | «Retail Therapy»                                                                                    | 2:55 |
| 6.  | «Eurovision» (featuring Rondodasosa, Baby Gang, A2anti, Morad, Beny Jr, Ashe 22, & Freeze Corleone) | 4:03 |
| 7.  | «Cold Shoulder»                                                                                     | 3:12 |
| 8.  | «Mrs»                                                                                               | 2:28 |
| 9.  | «Air Bnb»                                                                                           | 2:18 |
| 10. | «No Pain»                                                                                           | 1:34 |
| 11. | «Terminal 5»                                                                                        | 1:36 |
| 12. | «Obsessed with You»                                                                                 | 1:48 |
| 13. | «8 Ball»                                                                                            | 2:43 |
| 14. | «Lil Bro» (featuring Lil Bro)                                                                       | 3:09 |
| 15. | «End of the Beginning»                                                                              | 3:14 |

## Referençies
1. ↑  «23 [Mixtape by Central Cee Reviews and Tracks]».  Metacritic. [Consulta: 7 març 2022].
2. ↑  Saunders, Chris. «Central Cee – 23 | Reviews». Clash, 25-02-2022. [Consulta: 7 març 2022].
3. ↑  Grice, Alasdair. «Central Cee – 23 review». DIY, 25-02-2022. [Consulta: 7 març 2022].
4. ↑  Smyth, David. «Central Cee – 23 review: London's rapper of the moment cements his place in the mainstream». Evening Standard, 25-02-2022. [Consulta: 7 març 2022].
5. ↑  Petridis, Alexis. «Central Cee: 23 review – London rapper's debut tells of an irresistible rise to fame». The Guardian, 25-02-2022. [Consulta: 7 març 2022].
6. ↑  Somervelle, PJ. «Central Cee brings the number 23 out of retirement to prove a point with his new mixtape». The Line of Best Fit, 25-02-2022. [Consulta: 7 març 2022].
7. ↑  «Central Cee - 23 - Review». Loud and Quiet, 28-02-2022. [Consulta: 6 març 2022].
8. ↑  Williams, Kyann-Sian. «Central Cee – '23' review: drill star finds himself on the brink of greatness». NME, 25-02-2022. [Consulta: 7 març 2022].